# سیلویا آبریل
سیلویا آبریل (انگلیسی: Silvia Abril؛ زادهٔ ۱۰ آوریل ۱۹۷۱) بازیگر، صداپیشه و مجری تلویزیون اهل اسپانیا است. او مجری مسابقه آواز یوروویژن ۲۰۰۸ بود.
از فیلم‌ها یا مجموعه‌های تلویزیونی که وی در آن‌ها نقش داشته‌است، می‌توان به تورنته ۴: بحران مرگبار، فیلم اسپانیایی، سه عروسی دیگر، فارغ‌التحصیلی روح و دردسر قریب‌الوقوع اشاره نمود.